# Sayed Ali Bechir
Sayed Ali Bechir (arabe : سيد علي البشير) (né le 6 septembre 1982 en Mauritanie) est un joueur de football international qatarien d'origine mauritanienne, qui évoluait au poste d'attaquant.

## Biographie

### Carrière en sélection
Avec l'équipe du Qatar, il joue 49 matchs (pour 15 buts inscrits) entre 2001 et 2009. 
Il figure dans le groupe des sélectionnés lors des coupes d'Asie des nations de 2004 et de 2007.
Il joue également 13 matchs comptant pour les tours préliminaires de la coupe du monde, lors des éditions 2002, 2006 et 2010.
Il participe enfin à la Coupe du monde des moins de 17 ans 1999 organisée en Nouvelle-Zélande.

## Palmarès
| Al Arabi - Coupe Sheikh Jassem (1) : - Vainqueur : 2008. |  | Al Rayyan - Coupe du Qatar (1) : - Vainqueur : 2009-10. |  | Umm Salal - Coupe Sheikh Jassem : - Finaliste : 2011. |